# Neulinger Graben
Der Neulinger Graben ist ein etwa eineinhalb Kilometer langer Bach im Landkreis Straubing-Bogen in Niederbayern, der südlich von Kreuzkirchen von links und Norden in den Hartberger Graben mündet.

## Verlauf
Vom Quellgebiet im Süden von Scheibelsgrub fließt er in südlicher Richtung auf Kreuzkirchen zu und dann im Bogen westlich und eng am Fuß des kreuzkirchner Hügels vorbei zu seiner Vereinigung mit dem Hartberger Graben, um den Kreuzkirchner Bach zu bilden. Der Neulinger Graben fließt ausschließlich auf Gebiet der Gemeinde Mitterfels.